# 髡殘

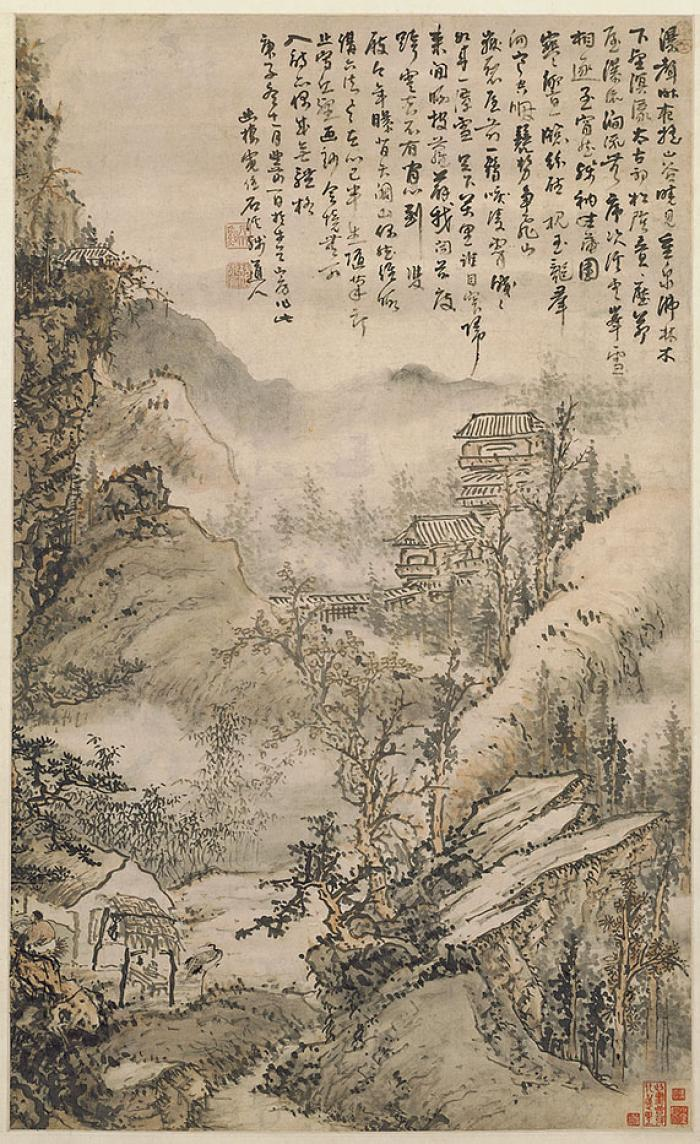
髡残山水图轴（北京故宫博物院藏）

髡殘（1612年—約1671年），俗姓劉，字石谿、介丘，號白禿，自稱殘道人，湖南武陵（今湖南常德）人。明末清初畫家。

## 生平
萬曆四十年四月初八出生，自幼喜畫，明末起兵抗清，明亡後出家為僧，43歲定居金陵（今南京）。
他承袭王蒙、沈周、文徵明诸家笔法，结合自身感悟，形成独特的山水画风。善用秃笔渴墨，以线造型，在深浅、断续、粗细线条的相互交叉、转换、顿挫中表现幽僻的景致，意境苍莽，画格高逸古拙。与同程青豀合称“二豀”，与石濤合称“二石”，與石濤、朱耷（八大山人）、弘仁合稱“明末清初四畫僧”。

## 畫作
髡殘傳世作品極少，數量不足100幅，大多已收藏在世界各地博物館中，在自由市場可謂一畫難求。
- 故宮博物院收藏有《層岩疊壑圖》。
- 國立故宮博物院收藏有《茂林秋樹圖》。
- 上海博物館收藏有《山水圖冊》。
- 香港藝術館收藏有《雨花木末圖》。
- 日本京都泉屋博古館收藏有《報恩寺圖》。
- 美國克利夫蘭藝術博物館收藏有《山水圖》。[2]